# Demorchis
Demorchis é um género botânico pertencente à família das orquídeas (Orchidaceae).